# Phytocoris microfascinum
Phytocoris microfascinum är en insektsart som beskrevs av Stonedahl 1988. Phytocoris microfascinum ingår i släktet Phytocoris och familjen ängsskinnbaggar. Inga underarter finns listade i Catalogue of Life.